# Вук Бранкович
Вук Бра́нкович (серб. Вук Бранковић; ок. 1345 — 6 ноября 1397) — родоначальник сербской династии Бранковичей.

## Биография

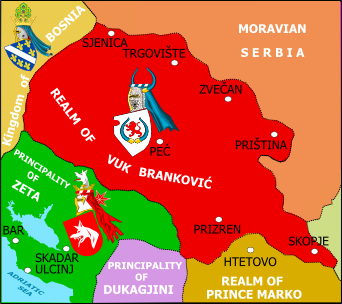
Предполагаемые владения Вука Бранковича в XIV веке

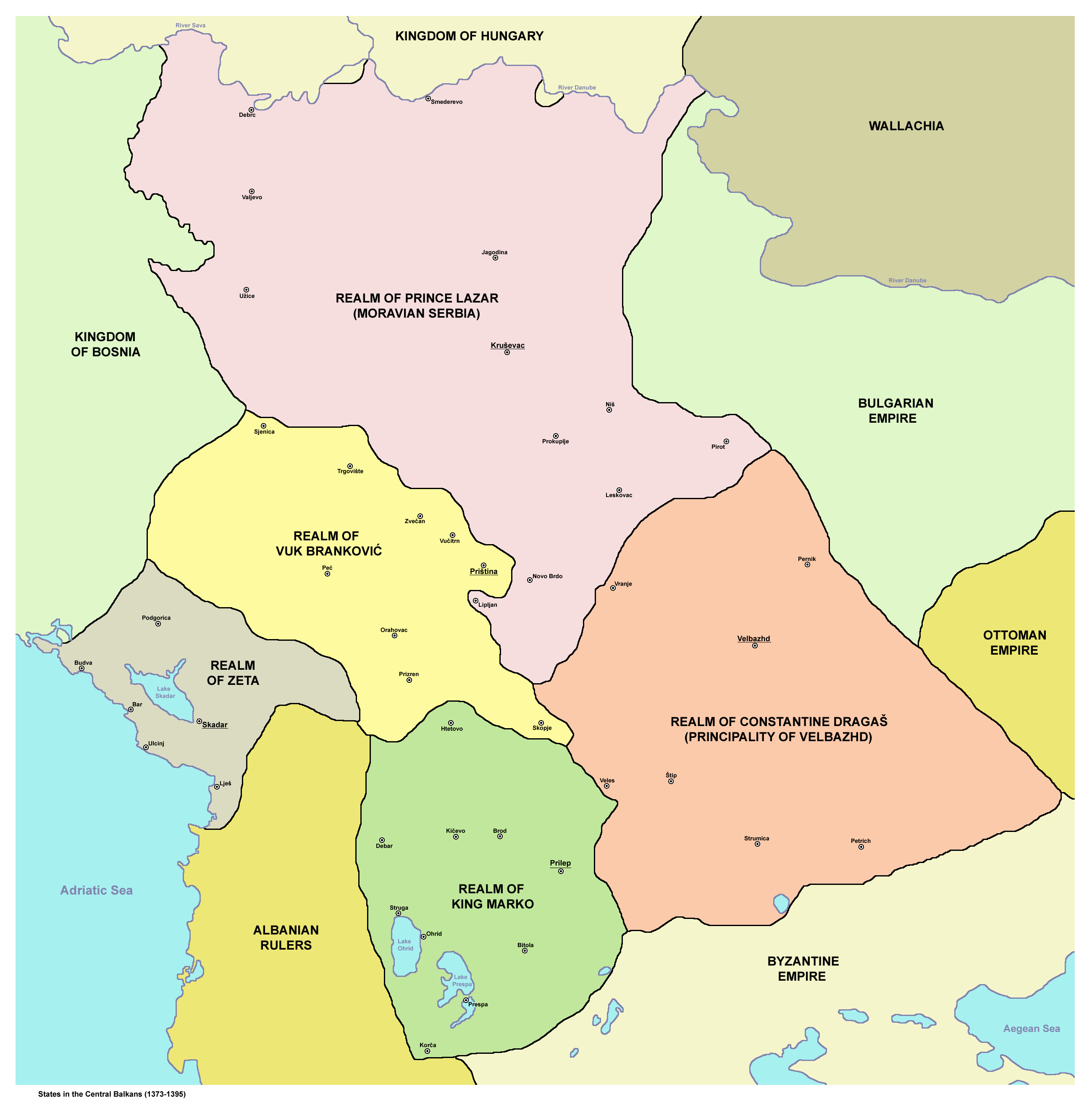
Государства на Центральных Балканах (включая Царство Вука Бранковича) в 1373-1395 гг.

Вук Бранкович родился около 1345 года; сын севастократора Бранко Младеновича, который владел Охридом и был приближенным царя Уроша V.
Около 1370 года стал владетелем области Косово с городами Приштина, Вучитрн и Звечан (Вукова земля). В 1377 году под его власть попало Скопье, а в 1378 — Призрен.
Вук был зятем князя Лазаря и участвовал в битве на Косовом поле в 1389 году. В Энциклопедическом словаре Брокгауза и Ефрона говорится, что Вук Бранкович «из зависти ко второму зятю Лазаря Милошу Обиличу нарочно не поспел с помощью на Косово поле» и что «память его ненавистна всякому сербу».
После поражения был вынужден передать османам Скопье в 1392 году и выплачивать дань. Около 1396 года султан Баязид I изгнал Вука из его владений, и он умер в изгнании 6 октября 1397 года.
Около 1371 года Вук женился на Маре (†1426), старшей дочери князя Лазаря и княгини Милицы. У них было три сына: Григур, Георгий (деспот, 1427—1456) и Лазарь.